# Lars Karl Jensen
Lars Karl Jensen (* 31. Dezember 1949 in Qeqertarsuaq) ist ein grönländischer Politiker (Siumut), Seemann, Lehrer und Autor.

## Leben
Lars Karl Jensen ist der Sohn des Fischers Peter Jensen († 1956) und dessen Frau Juliane Hansen. Am 25. Juni 1972 heiratete er die Büroassistentin Susanne Siegstad (* 1950).
Von 1964 bis 1970 arbeitete er als Seemann und Kämmerer für Den Kongelige Grønlandske Handel. 1971 schloss er eine einjährige Ausbildung der Skipperschule in Nuuk ab und arbeitete anschließend vier Jahre als Steuermann. An der Schule wurde er danach Assistent und war von 1977 bis 1980 Fachlehrer dort. Er wechselte zur Fischereifachschule in Paamiut und war von 1980 bis 1981 Bereichslehrer, dann für ein Jahr Schulinspektor und seit 1982 Schulleiter.
Er kandidierte erstmals bei der Parlamentswahl 1995 für ein politisches Amt und wurde ins Inatsisartut gewählt und 1999 wiedergewählt. Von 2001 bis 2005 war er Bürgermeister der Gemeinde Qeqertarsuaq. Im Juni 2005 wurde er Vorsitzender des grönländischen Gemeindeverbands KANUKOKA. Er gab das Amt im April 2006 nach einer Hirnblutung an Karl Lyberth ab, kehrte aber im Juli zurück ins Amt und trat im Mai 2007 endgültig zurück.
Später wurde er schriftstellerisch tätig. Bei der Parlamentswahl 2018 trat er noch einmal an, wurde aber nicht gewählt.

## Werke
- 2011: Avataasiortut („Die draußen vor der Küste“)
- 2012: Nalaatat oqaluasaarsiallu („Erlebtes und gehörte Geschichten“)